# Белтра
Белтра (англ. Beltra; ирл. Béal Trá, «устье пляжа») — деревня в Ирландии, находится в графстве Слайго (провинция Коннахт).